# Lega Nazionale A 1963-1964 (hockey su ghiaccio)
La stagione 1963-1964 del campionato svizzero di hockey su ghiaccio ha visto campione l'HC Villars.

## Classifica Finale
|    | Classifica      | G  | V  | N | P  | GF | GS | Dif | Pt |
| -- | --------------- | -- | -- | - | -- | -- | -- | --- | -- |
| 1  | Villars         | 18 | 14 | 3 | 1  | 83 | 35 | +48 | 31 |
| 2  | Visp            | 18 | 13 | 1 | 4  | 78 | 46 | +32 | 27 |
| 3  | Berna           | 18 | 12 | 1 | 5  | 83 | 49 | +34 | 25 |
| 4  | GCK Lions       | 18 | 11 | 3 | 4  | 69 | 54 | +15 | 25 |
| 5  | ZSC Lions       | 18 | 7  | 1 | 10 | 86 | 91 | -5  | 15 |
| 6  | Kloten Flyers   | 18 | 7  | 1 | 10 | 55 | 71 | -16 | 15 |
| 7  | Young Sprinters | 18 | 7  | 0 | 11 | 62 | 86 | -24 | 14 |
| 8  | Langnau Tigers  | 18 | 4  | 2 | 12 | 47 | 72 | -25 | 10 |
| 9  | Davos           | 18 | 3  | 4 | 11 | 47 | 79 | -32 | 10 |
| 10 | Ambrì-Piotta    | 18 | 3  | 2 | 13 | 59 | 86 | -27 | 8  |

LEGENDA:

G=Giocate, V=Vinte, N=Pareggiate, P=Perse, GF=Gol Fatti, GS=Gol Subiti, Dif=Differenza Reti, Pt=Punti

## Promozioni
Il Genève-Servette HC viene promosso direttamente in prima divisione a scapito dell'HC Ambrì-Piotta.

## Classifica Marcatori
|    | Nome            | Squadra    | Gol | Assist | Punti |
| -- | --------------- | ---------- | --- | ------ | ----- |
| 1. | Roger Chappot   | HC Villars | 11  | 20     | 31    |
| 2. | Peter Stammbach | SC Bern    | 10  | 19     | 29    |
| 3. | Peter Schmidt   | SC Bern    | 20  | 8      | 28    |